# アルティエロ・スピネッリ
アルティエロ・スピネッリ（Altiero Spinelli、1907年8月31日 - 1986年5月23日）とは、イタリアの共産主義者、政治哲学者また、欧州連合の父の1人。

## 経歴

### 生い立ち
スピネッリは1907年、イタリア王国時代のローマに生まれ、ムッソリーニへの反発からイタリア共産党に入党する。1927年に逮捕され、16年間服役・監禁。1937年には、トロツキストとして共産党から除名される。

### ヴェントテーネ宣言

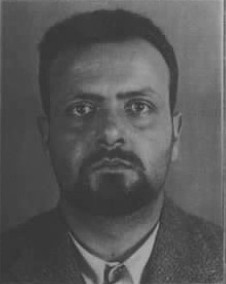
ヴェントテネ島時代の囚人スピネッリ、1930年代

1941年6月、スピネッリと同じく囚人のエルネスト・ロッシは「ヴェントテーネ宣言」を完成させた。ファシスト勢力が敗れたとしても、古いヨーロッパのシステムを再構築するだけでは再び戦争になると考え、戦後、民主主義諸国がヨーロッパ連邦を設立することを求める文書であった。諸説あるが最も魅惑的な説によるとこの文書はタバコの巻き紙に書かれ、ローストチキンの中に隠されてウルスラ・ヒルシュマンによってイタリア本土に持ち込まれた。その後、この宣言はレジスタンスの間で広まった。